# Multinationellt företag
Ett multinationellt företag (engelska: multinational corporation, MNC, eller transnational corporation, TNC) har verksamhet i flera länder (exempelvis en koncern med dotterbolag). Sådana företag kan vara mycket stora, och har i några fall en årsomsättning som är jämförbar med ett litet lands bruttonationalprodukt.
Det Holländska Ostindiska Kompaniet, grundat 1602, brukar räknas som det första multinationella företaget.

## TNC inom mediesektorn
Inom mediafältet har marknaden på senare tid kommit att domineras fullständigt av multinationella företag. Företagen ifråga har satsat på vertikal expandering över flera branscher för att säkerställa deras grepp om publiken. Följden blir att ett begränsat antal mediekonglomerat kontrollerar utbudet och distributionen av medieinnehåll på en global skala.
Utvecklingen har nått ett stadium där nio TNC:s har fördelat marknaden mellan sig och tillsammans kontrollerar samtliga betydande filmstudior i Hollywood, de stora amerikanska TV-bolagen, 80-85 % av den globala musikindustrin, majoriteten av de TV-sändningar via satellit som används för att nå en internationell publik, en stor del av världens förlagsverksamhet, de kommersiella tidningsförlagen m.m
Uppdelningen av mediemarknaden utgår från en hierarki bestående av tre led. Nämnda TNC:s brukar kategoriseras som det första ledet i hierarkin. De är ett resultat av en utveckling som gått mot ägarkoncentration, där de stora aktörerna köper till sig kontrollen över medieutbudet genom att investera i bolag som spänner över hela mediefältet. Som exempel kan nämnas News Corporation, som äger företag som verkar inom en rad olika fält, såsom TV-, tidnings-, radio och IT-branschen. Man kan även nämna Time Warner, vars koncern rymmer till exempel CNN och Warner Bros.
Det andra ledet utgörs av mindre bolag som verkar på en mindre skala än ovannämnda giganter. Oftast handlar det om aktörer som utgår från nationella och regionala marknader. Mellan de regionala aktörerna och de stora TNC-bolagen råder ett slags symbiosförhållande, där den ene behöver den andra för att överleva. Som exempel på en representant ur andra ledet kan nämnas Bonnier-koncernen.
Det tredje ledet utgörs av autonoma medieproducenter som helt utgår från en lokal marknad och som endast riktar sig till den inhemska publiken.

### Strategier
För att utvidga sina medieimperium använder sig TNC-bolagen av expansion i det vertikala ledet. Syftet är att bolaget ska få tillgång till flera marknader, istället för att begränsas till en enda. Man försöker alltså att i sin verksamhet inkorporera så många olika typer av medieproducenter- och distributörer som möjligt, och på så sätt tillgodose sig själva med makten över hela mediemarknaden.
För att kunna behålla sitt monopol över marknaden har TNC-bolagen varit beroende av vissa politiska förutsättningar. Eftersom man i sin verksamhet utgår från en nyliberal utgångspunkt har man arbetat hårt för att förhindra alla typer av marknadsregleringar på statliga initiativ. Metoden som föredras brukar vara en utpräglad lobbyverksamhet där representanter från företagen indirekt deltar i beslutsprocessen, med ambitionen att spela en betydande roll för utgången. Det politiska argument som oftast nyttjas är att regleringar kan betraktas som inskränkningar av marknadens frihet.

### Risker
Uppkomsten av ett fåtal dominerande aktörer på marknaden har lett till att röster har höjts angående de risker som medföljer en sådan utveckling. Det vore ingen överdrift att beskriva dagens situation som ett monopol, där möjligheterna till konkurrens är mycket små. Nya aktörer ställs tidigt inför svåra prövningar, då de tvingas tävla med redan etablerade megakonglomerat med fasta grepp om marknaden. Och eftersom nämnda konglomerat har byggt upp ett slags symbiosförhållande sinsemellan, där klart vänskapliga undertoner genomsyrar kommunikationen mellan parterna, försvåras läget ytterligare för nya aktörer som försöker slå sig in på marknaden.
Sett till själva medieinnehållet kan man även där se spår av utvecklingen på det rent affärsmässiga planet. Då mediekonglomeraten har som ambition att deras mediematerial ska vara så universellt mottagligt som möjligt kan man argumentera för att en kulturell likriktning kan uppstå, där allt stöps i samma mall. Och som en konsekvens av likriktningen exkluderas det innehåll som inte passar in, vilket kan medföra att innehåll som bryter mot normer och konventioner prioriteras bort, till förmån för material som följer standardmallen.

## Exempel
- America Online
- AT&T
- BP
- Altria Group, ägare av bland andra Kraft Foods
- Dell
- Enron
- Exxon
- Fiat
- Google
- General Motors
- Halliburton
- Honda
- IBM
- IKEA
- McDonald's
- Mercedes
- Microsoft
- Nestlé
- Nike
- Nintendo
- Nissan
- Philips
- Procter & Gamble
- Sandvik AB
- Toyota
- Unilever
- Walmart Inc.
- Walt Disney Company
- Yahoo!